# Lukasz Fidkowski
Lukasz Fidkowski ist ein US-amerikanischer theoretischer Festkörperphysiker.
Fidkowski studierte Mathematik an der Harvard University mit dem Bachelor-Abschluss 2001 und wurde 2008 an der Stanford University in theoretischer Physik promoviert, war als Post-Doktorand am Caltech (2007 bis 2010), bei Microsoft Station Q (2010 bis 2012) und an der University of California, Berkeley (2012/13). Er war ab 2013 Assistant Professor an der State University of New York at Stony Brook. Seit 2017 ist er Assistant Professor an der University of Washington.
Er war Gastwissenschaftler am Perimeter Institute.
Er befasst sich mit exotischen Materiephasen, speziell topologischen Phasen (Topologischer Isolator und stark wechselwirkenden Varianten, SPT, symmetry protected topological phases). SPT liefern exotische Kantenzustände und erlauben die Übertragung der Phänomene topologischer Isolatoren und Supraleiter auf allgemeinere Fermionen-, Bosonen- und Spinsysteme. Er benutzte dabei Methoden topologischer Quantenfeldtheorie und exakt lösbare Modelle. Er untersucht auch topologische Phasen, die sich aus der Realisierung von Floquet-Systemen in Vielteilchensystemen ergeben, mit Phänomenen topologischer Phasen wie Symmetrie-Fraktionierung und befasst sich mit Anwendung topologischer Phasen in der Quanteninformationstheorie.
2015 bis 2017 war er Sloan Research Fellow. Für 2020 erhielt er den New Horizons in Physics Prize für einschneidende Beiträge zum Verständnis topologischer Zustände von Materie und ihrer Verbindungen zueinander (Laudatio).

## Schriften (Auswahl)
- mit V. Hubeny, M.Kleban, Scott Shenker: The black hole singularity in AdS/CFT, Journal of High Energy Physics, Band 8, 2004, S. 365–409.
- mit Michael Freedman, C. Nayak, K. Walker, Z. Wang: From string nets to nonabelions,  Communications in Mathematical Physics, Band 287, 2009, S.  805–827
- Entanglement spectrum of topological insulators and superconductors, Phys. Rev. Lett., Band 104, 2010, S. 130502, Arxiv
- mit Alexei Jurjewitsch Kitajew: Topological phases of fermions in one dimension,  Phys. Rev. Band 83, 2011, S.  075103, Arxiv
- mit J. Alicea u. a.: Universal transport signatures of Majorana fermions in superconductor-Luttinger liquid junctions, Phys. Rev. B, Band 85, 2012, S.  245121, Arxiv
- mit Xie Chen, A. Vishwanath: Non-Abelian topological order on the surface of a 3D topological superconductor from an exactly solved model, Phys. Rev. X, Band 3, 2013, S.  041016, Arxiv
- mit Xie Chen, Ashvin Vishwanath: Symmetry Enforced Non-Abelian Topological Order at the Surface of a Topological Insulator, Phys. Rev. B, Band 89, 2014, S. 165132, Arxiv
- mit Xie Chen, Fiona j. Burnell, Ashvin Vishwanath: Anomalous Symmetry Fractionalization and Surface Topological Order, Phys. Rev. X, Band 5, 2015, S. 041013, Arxiv
- mit Hoi Chun Po, Takahiro Morimoto, Andrew C. Potter, Ashvin Vishwanath: Chiral Floquet Phases of Many-body Localized Bosons, Phys. Rev. X, Band 6, 2016, S. 041070, Arxiv
- mit Nicolas Tarantino: Discrete spin structures and commuting projector models for 2d fermionic symmetry protected topological phases, Phys. Rev. B, Band 94, 2016, S.  115115, Arxiv
- mit Andrew C. Potter, Ashvin Vishwanath: An infinite family of 3d Floquet topological paramagnets, Phys. Rev. B, Band 97, 2018, S. 245106, Arxiv